# Historia myśli ewolucyjnej
Pojęcie ewolucji w różnych okresach było różnie rozumiane, a niektóre jego znaczenia były wręcz przeciwne jego znaczeniu dominującemu współcześnie.

## Starożytność
Wśród filozofów przedsokratejskich istniała rozbieżność, co do natury świata, także w kwestii jego zmienności. Heraklit na podstawie obserwacji uznał, że wszystko jest zmienne. Jednak Parmenides doszedł do paradoksu filozoficznego. Założył, że z jednej strony byt może powstać tylko z niebytu, ale jednocześnie niebyt nie istnieje, więc byt nie może powstać. Wyjściem z tego paradoksu było uznanie, że byt, a więc i świat, jest wieczny i niezmienny. Jego argumentacja została podjęta przez następnych filozofów. Atomiści uważali, że byty na świecie składają się z atomów łączących się przypadkowo. Przypominać to może pewne nurty ewolucjonizmu. Niektórzy z nich uznali, że w nieskończenie wielkim i wiecznym wszechświecie mogło powstać nieskończenie wiele różnych światów. Z kolei Empedokles bywa określany ojcem idei ewolucyjnych, a jego wizja powstawania roślin i zwierząt przypomina darwinizm w niewielkim stopniu, ale wśród idei obecnych u wczesnych Greków najbardziej odwołuje się do sił i zasad naturalnych, bez konieczności interwencji stwórcy. Według niej organizmy żywe powstały z materii, która ukształtowała członki łączące się ze sobą siłą określaną przez Empedoklesa jako miłość. Początkowo powstawały losowo różne kombinacje, na przykład istoty z ciałem wołu i głową człowieka lub odwrotnie – humanoidy z wołowym pyskiem. Istoty takie przeżywały dalej lub nie, w zależności od tego, czy tak zbudowane ciała miały współgrające ze sobą członki. W klasycznym antyku dominował pogląd ukształtowany przez Arystotelesa mówiący o stabilności świata, zwłaszcza wyróżnianej wówczas sfery ponadksiężycowej, a także o niezmienności gatunków definiowanych przez swoją esencję. Arystoteles krytykował Empedoklesa i całą przedsokratejską wizję świata. Nieco odmienną wizję mieli stoicy, którzy co prawda przyjmowali wieczność świata, ale jednocześnie zakładali, że przechodzi on przez cykle kończące się katastrofą, po której nowy początek bierze się z logoi spermatikoi, co przypomina wizję Heraklita.
W późnej starożytności Augustyn z Hippony przyjmując za prawdziwe stworzenie świata według Biblii, uważał jednocześnie, że należy przekaz biblijny odczytywać nie dosłownie, a w kontekście aktualnej wiedzy naukowej. Przyjmował on neoplatonizm, i uznał, że w akcie stworzenia Bóg nie stworzył wszystkich bytów w postaci ostatecznej, ale jako tzw. zasady zarodkowe lub przyczyny zalążkowe (łac. rationes seminales), co nawiązywało do wizji stoików. Ten obraz nie przewidywał ewoluowania jednych gatunków w drugie, ale dopuszczał fakt, że różne gatunki mogły się rozwijać ze swoich zasad w różnym czasie. Niektórzy w podobny sposób interpretują komentarze do Heksaemeronu Grzegorza z Nyssy.

## Wybrane koncepcje nowożytnego ewolucjonizmu

### Katastrofizm
Jedną z pierwszych hipotez próbujących wyjaśnić informację zawartą w materiale kopalnym był katastrofizm. Hipoteza ta usiłowała pogodzić rozpowszechniony ówcześnie naiwny pogląd na pochodzenie różnorodności biologicznej, stworzenie form żywych w swej obecnej postaci przez wszechmocną istotę, z obserwacjami przemian w materiale kopalnym. Hipoteza katastrofizmu głosiła, że Ziemię w przeszłości nawiedzały katastrofy, zupełnie niszczące życie, a potężna istota stwarzała nowe formy. Pierwowzór tej hipotezy można znaleźć w wierzeniach ludów indoeuropejskich, w tradycji antycznej, przekazanej w Metamorfozach Owidiusza. Głównym proponentem katastrofizmu był genialny anatom i paleontolog francuski, Georges Cuvier. Pewne tezy katastrofizmu znalazły potwierdzenie we współczesnej geologii, w postaci hipotez o uderzeniach dużych bolidów powodujących epizody masowego wymierania organizmów.

### Lamarkizm
Pierwszą teorią, która otwarcie proponowała mechanizm przemiany jednych form biologicznych w drugie, i łączyła je ze zjawiskiem adaptacji, była teoria Lamarcka. W skrócie, teoria ta proponowała esencjalistyczną ideę, że organizmy przekształcają się wskutek używania bądź nieużywania narządów i chęci czy też wewnętrznej siły motywującej ich do ich używania. Zakładała też dziedziczenie cech nabytych. Obydwa te mechanizmy były nieudokumentowane i w gruncie rzeczy naiwne, nawet w czasach Lamarcka. Z tego powodu spotkały się, słusznie, z ostrą krytyką współczesnych mu przyrodników, w tym, Cuviera. Spuścizną idei Lamarcka było zaszczepienie idei transmutacji w umysłach przyrodników, sama teoria pozostała rodzajem enfant terrible nauki. Poglądy zbliżone do idei Lamarcka były też wyrażane przez dziada Karola Darwina, Erasmusa. Idea dziedziczności cech nabytych była rozpowszechniona wśród przyrodników XIX w. Powoływał się na nią również sam Darwin.
Dziedziczenie korzystnych cech nabytych byłoby niewątpliwie przystosowawcze, wyobraźmy sobie na przykład korzyści płynące z dziedzicznej pamięci immunologicznej. Najbliższe dziedziczeniu cech nabytych są niektóre zjawiska epigenetyczne, takie jak odziedziczalne efekty interferencji RNA.
Nie mniej jednak, jak dotąd mechanizm odpowiadający bona fide dziedziczeniu cech nabytych w rozumieniu wczesnych biologów nie został odkryty. Pewne eksperymenty z odpowiedzią na stres środowiskowy u bakterii dają wyniki łudząco podobne do przewidywań lamarckizmu, wynikają one jednak z włączenia genów mutatorowych, zwiększając radykalnie zróżnicowanie, a tym samym przyspieszając mechanizm doboru.

### Koncepcja ortogenezy
Hipoteza głosząca, że formy żywe mają wewnętrzny pęd ku rozwojowi do coraz doskonalszych form. Ortogeneza zainspirowana była wczesną analizą skamieniałości, które sugerowały prostoliniowy i jedno kierunkowy charakter ewolucji. Ortogeneza miała swe korzenie w filozofii esencjalizmu i idei witalizmu. Ortogenetycy odrzucali możliwość przemiany gatunków, faworyzując jednokierunkową drogę rozwoju ewolucyjnego. Proponentami ortogenezy byli między innymi niemiecki zoolog Theodor Eimer i francuski filozof Henri Bergson. Późniejsze koncepcje francuskiego filozofa Teilharda de Chardin w zasadzie były nieco inaczej ujętą formą ortogenezy, i prawdopodobnie ostatnią poważną próbą kontynuowania tej, zdyskredytowanej już wtedy, idei.
Ortogeneza została gruntownie sfalsyfikowana w miarę przybywania dokumentacji kopalnej. Zasadniczą wadą ortogenezy jako teorii naukowej był brak wyjaśnienia mechanizmów ortogenezy i odwoływanie się do tajemniczej, mistycznej siły życiowej élan vital.

### Kooperacja jako głównego mechanizmu ewolucji
Kropotkin zwrócił uwagę na rolę kooperacji w przyrodzie (zob. nieantagonistyczne zależności międzygatunkowe, koewolucja). Zdegustowany popularną karykaturą teorii ewolucji w postaci przeżywania najsilniejszych zaproponował rolę kooperacji jako głównego mechanizmu ewolucji.

### Podsumowanie
Większość z wymienionych teorii nie zyskała rozgłosu i poparcia eksperymentalnego, a ich wpływ na rozwój biologii był znikomy, z wyjątkiem lamarkizmu. Zbliżone poglądy były wyrażane przez dziada Karola Darwina, Erasmusa.
Idea dziedziczności cech nabytych była rozpowszechniona wśród przyrodników XIX wieku. Powoływał się na nią również sam Darwin.

## Modern synthesis
W roku 1942 ukazała się książka Julian Huxley Evolution: The Modern Synthesis uznawana przez kompetentnych recenzentów za jedną z najważniejszych książek naukowych XX wieku. Znacząco przyczyniła się do rozwoju myśli ewolucyjnej w nowych kierunkach, takich jak biologia ewolucyjna i nowoczesna synteza ewolucyjna (Modern synthesis), ewolucyjna biologia rozwoju, genetyka populacyjna, ekologia ewolucyjna, humanizm ewolucyjny i in.).